# سيلينيد نحاس إنديوم غاليوم

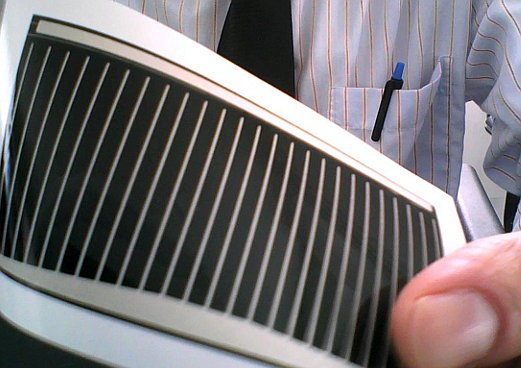
طبقة رقيقة من خلية شمسية من CIGS على ركازة من بولي إيميد

 سيلينيد نحاس إنديوم غاليوم CIGS عبارة عن مادة نصف ناقلة تتألف من السيلينيوم، النحاس، الغاليوم، والإنديوم، لها الصيغة الكيميائية العامة CuInxGa(1-x)Se2 ، حيث تتراوح قيمة x بين 1 (سيلينيد نحاس إنديوم) و 0 (سيلينيد نحاس غاليوم)، فالمادة عبارة عن محلول صلب لهاتين المادتين. تستخدم المادة في صناعة رقائق الخلايا الشمسية.

## الخواص
تتألف المادة بنيوياً من رباعيات سطوح مرتبطة مع بعضها البعض، ولها بنية بلورية مشابهة لبنية كالكوبيريت chalcopyrite. تتراوح قيمة فجوة النطاق بين 1.0 إلكترون فولط بالنسبة لسيلينيد نحاس إنديوم، و 1.7 eV لسيلينيد نحاس غاليوم.

## خلايا CIGS الشمسية

### كفاءة التحويل
يستخدم سيلينيد نحاس إنديوم غاليوم في صناعة رقائق الخلايا الشمسية حيث يكون على شكل كثير بلورات. لقد أقرت بعض مجموعات الأبحاث بالوصول إلى كفاءة تحويل تصل إلى 19.5%. في حين وصل فريق في مخبر الطاقة المتجددة الوطني National Renewable Energy Laboratory إلى كفاءة 19.9%.

### الترسيب
يمكن تحضير خلايا CIGS بعدة طرق:
- يجري عادة الترسيب تحت الفراغ بالتبخير المشترك لفلزات الغاليوم والإنديوم والنحاس، ثم يحمى الناتج ويخمّر حرارياً، ثم يعالج مع بخار السيلينيد. يمكن إجراء تبخير مشترك بإضافة فلز السيلينيوم في الخطوة الأولى.
- يمكن إجراء طريقة التحضير بدون استخدام التفريغ وذلك بترسيب جسيمات نانوية من العناصر الأولية للمركب على ركازة ثم بإجراء عملية تلبيد في الموقع، أو باستخدام طريقة الطلي الكهربائي.

### بنية رقاقة خلية CIGS الشمسية

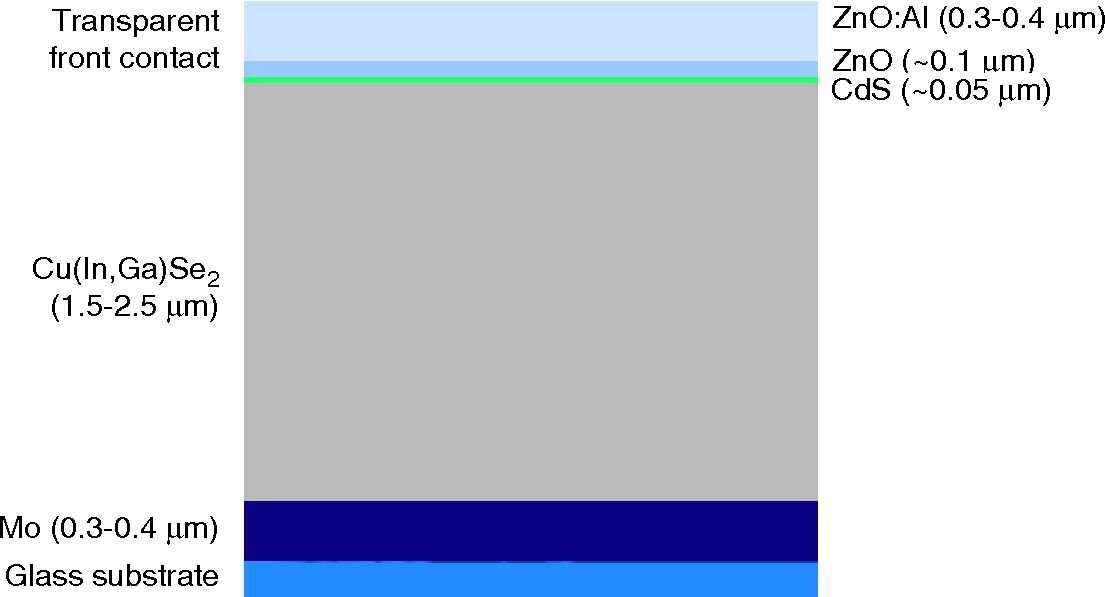
مقطع عرضي لرقاقة خلية Cu(In,Ga)Se_{2} الشمسية

إن البنية الأساسية لرقاقة خلية شمسية مصنوعة من Cu(In,Ga)Se2 موضحة في الشكل المرافق. عادة ما تستخدم ركازة من زجاج صودا-كلس Soda-lime glass سماكتها 1-3 مم، وتكون مغطاة بأحد وجهيها بطبقة من فلز الموليبدنوم Mo وذلك كموصل من الخلف Back contact. أما الوصلة المتغايرة Heterojunction تكون بين أنصاف النواقل CIGS وأكسيد الزنك، ويفصل بينهما طبقة رقيقة من كبريتيد الكادميوم. يكون طرف CIGS عبارة عن شبه موصل موجب وذلك بإجراء تشويهات بنيوية داخلية، في حين أن ZnO يمثل شبه موصل سالب وذلك عن طريق إشابته بالألومنيوم.